# Belgique au Concours Eurovision de la chanson 2020
La Belgique était l'un des quarante et un pays participants prévus du Concours Eurovision de la chanson 2020, qui aurait dû se dérouler à Rotterdam aux Pays-Bas. Le pays aurait été représenté par le groupe Hooverphonic et sa chanson Release Me, sélectionnés en interne par le diffuseur VRT. L'édition est finalement annulée en raison de la pandémie de Covid-19.

## Sélection
Comme toutes les années paires depuis 2002, c'est le diffuseur néerlandophone VRT qui prend en charge la participation, confirmée le 18 mai 2019. Par la même occasion, le diffuseur a confirmé qu'il utilisera une sélection interne à la fois pour l'artiste et la chanson.
C'est le 1er octobre 2019 que le diffuseur annonce que le pays sera représenté par le groupe Hooverphonic. La chanson que le groupe interprétera au Concours, Release Me, est présentée au public le 17 février 2020.

## À l'Eurovision
La Belgique aurait participé à la première demi-finale, le 12 mai puis, en cas de qualification, à la finale du 16 mai 2020.
Le 18 mars 2020, l'annulation du Concours en raison de la pandémie de Covid-19 est annoncée.